# A面で恋をして/さらばシベリア鉄道
「A面で恋をして / さらばシベリア鉄道」（Aめんでこいをして さらばシベリアてつどう）は、1981年10月21日に発売されたナイアガラ・トライアングル（大滝詠一、佐野元春、杉真理）通算2作目のシングル。

## 解説
「A面で恋をして」はアルバム『NIAGARA TRIANGLE Vol.2』の先行シングルで、シングル用ミックス。初回プレスは同心円の溝にマシンガン音が入っているほか、値段が印刷ではなくスタンプになっている。
大滝詠一によれば、後にアルバムへと発展することになる佐野元春、杉真理とのトライアングル構想は、大滝のアルバム『A LONG VACATION』発売がきっかけだという。大滝は「まぁ、売れるか売れないかはわからないし、期待半分、ダメだろう半分。プロモーションにあたって、周りはみんな<恋するカレン>がいいって言うんだよ。でもリード・トラックとしては<君は天然色>以外はダメだ、と。あれが最初にレコーディングしたものだし、これがナイアガラ・サウンドだからって。ソニーは、じゃ<君は天然色>で推します。ただ、シングルが売れないとアルバムは売れないからCM取ってきますって。で、春のキャンペーンの話が来たの。カネボウから。でも、商品名を入れてくれって言うんだよ。で、やめた。最初から最後まで商品名なら歌わないこともないよ。でも、すでにできあがった曲の歌詞を商品名で歌い替えるなんて、殺されたって出来ない。このアルバムはシングルなんかなくたって売れるんだってスタッフに言ったんだけど、初登場70位だったの。でも、77年の『CMスペシャル』以来、アルバムは4年間チャート・インなし。70位だってめったにない話だったからうれしいですよ。それで、とりあえず10万枚達成。6月末にみんなでお疲れさん会をして。よかったねぇって。ところがその後、夏にかけて急に売れ始めたんだよ。ロート製薬が<君は天然色>と<カナリア諸島にて>をCMに使ってくれて。それが功を奏して8〜10月に10万枚ずつ売れた。前にも言ったけど、『ロング・バケイション』は初めて自分を歌手として作ったアルバムなんですね。それまではキーを自分に合わせたことすらなかった。で、歌手として受けたからもういいなと思ったの。3か月くらいで。もしダメだったら、あれがファイナル・アルバムとなった可能性もあったわけですよ。でも、ふと思ったのは、これナイアガラだよな、と。コロムビア時代には失敗したけれども、ここはレーベル構想を再び生かすところじゃないか。歌手として一般に認知されたから、プロデューサーとしても認知されなければならない。だから、次は歌手は置いておこう、と。そのときに来た仕事が二つ。ひとつは松田聖子の<白いパラソル>の次のシングル。もうひとつはONアソシエイツから来た資生堂の秋のキャンペーン。春にカネボウやってたら秋に資生堂は来ません。これがね、何の因縁か。まぁ、断ったんだけどね」「『ロング・バケイション』は1回チャートで下がったのにまた上がった。ひと月に10万枚ずつ売れている。そんなときに資生堂の秋キャン、大滝詠一のソロ・シングルっていうと、黙ってたって売れるでしょ。シングルは全然売れない。だけど、資生堂のキャンペーンで出たら大滝詠一の決定打になっちゃうじゃない。そうなると歌手として引けなくなるのよ。だから断ったわけ。でも、キャッチ・コピーが出来てるっていうからさ。とりあえず、“キャッチ・コピーなに?”って聞いたのが運の尽き」という。
そして「（コピーが“A面で恋をして”で）言われたときパッとできちゃった。あぁ、できちゃったなぁ。大滝詠一で<A面で恋をして>、売れそうだなぁ、と。でも待てよ、レーベル構想として、プロデューサーとして、何かいいアイデアはないか。その時、松田聖子のシングルってのも言われているわけでしょ。聖子はずーっとシングル1位を続けている。<A面…>と松田聖子、同時に出たら片方はベスト10確実、もう一方は間違いなく1位。話題になっちゃう。じゃ、ここで大滝詠一という名前を使わないですむ手はないか。で、思いついたのが『ナイアガラ・トライアングルVol.2』しかない、と。まだ“A面で恋をして”の部分しか出来てなかったけど、これをトライアングルでやるんだと思った瞬間、バディ・ホリーのスペクター・サウンドっていうイメージができちゃった。そうすると、あと二人いないと成立しない」ということで、佐野と杉の二人に決まったという。佐野とは『NIAGARA TRIANGLE Vol.1』のメンバーだった伊藤銀次が佐野のバンド“ザ・ハートランド”に参加していたことから1980年8月24日、『A LONG VACATION』収録曲「さらばシベリア鉄道」のレコーディング・スタジオに伊藤と見学に来たことで、一方の杉とは1979年11月、かつて杉のソロ・デビュー以前のバンド“マリ & レッド・ストライプス”を手がけたビクターのディレクター（当時）川原伸司の結婚式で出会うなど、既に二人とは面識があった。
「A面で恋をして」のアイデアは1975年に沢田研二へ提供した「あの娘にご用心」と関係があり、この曲は音楽ライター相倉久人が雑誌『週刊ポスト』で書いた大滝のアルバム『NIAGARA MOON』の紹介コラムを読んだ渡辺プロダクションのスタッフから依頼を受けて書かれたが、大瀧は「あのアルバムの中で沢田さんに合いそうな曲は<シャックリ・ママさん>しかない。聞けば分かるとおり構造はバディ・ホリーの<ペギー・スー>。当時のファンキー・サウンドに乗せてやっているから元がわかりにくいけど。しゃっくり唱法がバディ・ホリーの得意とするもので。これを元に沢田さんに<あの娘にご用心>を書いた。アレンジは同じ。バディ・ホリーの曲の要素を入れながらバディ・ホリー・オリエンテッドなものを書いた。後ろで歌っているのは僕と山下。沢田研二がメインのトライアングルなんですよ。で、後の<A面で恋をして>も僕が沢田研二で、僕と山下の役が杉くんと佐野くん。そう考えると<あの娘にご用心>が“『トライアングル』0号”と言えなくもない。<A面…>がバディ・ホリーをスペクター・サウンドにしたらどうなるかという曲になったのは、これを踏まえているんですよ。シンメトリーになってる」という。シングルはCMタイアップの後押しもあって好チャート・アクションを示したが、CM出演タレントのスキャンダルが原因で、CMが約1週間で打ち切りとなったため最高順位14位にとどまった。それでも、ナイアガラ・レーベルとしては過去にないヒット・シングルとなり、アルバムに向けた最高のアピールとなった。
後に45回転盤LP『NIAGARA CM SPECIAL Vol.2』にCM用にレコーディングされた“CM Version”、ヴォーカルだけを取り出した“A Cappella”、カラオケの“Tracks Only”が収録された。2022年3月21日リリースの『NIAGARA TRIANGLE Vol.2 40th Anniversary Edition』にボーナス・トラックとして、大滝が1981年12月3日に渋谷公会堂で開催した「HEADPHONE CONCERT」より、同曲唯一のライブ音源が“1981/12/3 Headphone Concert Version”として収録された。
大滝のパートを伊藤が歌うという佐野、杉、伊藤による変則スタイルのナイアガラ・トライアングルにて、杉のライヴ“魔法の中心”、佐野の30周年アニバーサリーツアー・ファイナル“ALL FLOWERS IN TIME 大阪”と松本隆 作詞活動45周年記念ライヴ“風街レジェンド2015”で演奏された。

## 収録曲

### SIDE A
1. A面で恋をして / ナイアガラ・トライアングル  –  (3:15)  NT-2
  - Words by 松本隆, Music by 大瀧詠一, Arr. by 多羅尾伴内
  - 資生堂バランシングゼリーCF曲

### SIDE B
1. さらばシベリア鉄道 / 大滝詠一  –  (3:47)  OT-9
Words by 松本隆, Music by 大瀧詠一, Arr. by 多羅尾伴内

## クレジット
- PRODUCER : EIICHI OHTAKI
- ENGINEER : TAMOTSU YOSHIDA
- デザイン : 中山泰

## カヴァー
| アーティスト                                 | 収録作品（初出のみ）                          | 発売日         | 規格               | 品番       |
| -------------------------------------------- | --------------------------------------------- | -------------- | ------------------ | ---------- |
| ライジング・チャート・バンド                 | ジューク・ボックス'81                         | 1981年12月16日 | 7"シングルレコード | 07SH 1116  |
| RONNIE SPECTOR                               | CANARY ISLANDS 大瀧詠一作品集                 | 1992年6月30日  | CD                 | VJCA-00017 |
| 小滝詠一                                     | 冷麺で恋をして                                | 2001年2月21日  | CD                 | HGCB-1023  |
| BARGAINS                                     | ナイアガラで恋をして Tribute to EIICHI OHTAKI | 2002年11月20日 | CD                 | WPC6-10237 |
| 曽我部恵一 with 川上つよし・茂木欣一・沖祐市 | Niagara Summer〜Niagara Cover Special         | 2006年8月30日  | CD                 | TOWER-1014 |
| 原田知世                                     | 恋愛小説3〜You & Me                           | 2020年10月14日 | CD                 | UCCJ-2182  |

- 奥田民生 & 真心ブラザーズ - 『僕らの音楽』 フジテレビ系2011年5月27日

## リリース日一覧
| 地域 | タイトル                                           | リリース日     | レーベル                    | 規格                 | カタログ番号 | 備考                                                                                                |
| ---- | -------------------------------------------------- | -------------- | --------------------------- | -------------------- | ------------ | --------------------------------------------------------------------------------------------------- |
| 日本 | A面で恋をして / さらばシベリア鉄道                 | 1981年10月21日 | NIAGARA ⁄ CBS SONY          | 7"シングル・レコード | 07SH 1077    | 両A面シングル                                                                                       |
| 日本 | A面で恋をして / イエロー・サブマリン音頭（特別変） | 2022年8月3日   | NIAGARA ⁄ Sony Music Labels | 7"シングル・レコード | SRKL 3051    | “NIAGARA FOREVER GREEN SERIES”でのリリース。グリーン・レーベル仕様、両A面シングル。完全生産限定盤。 |